# Konstantínos Paparrigópoulos
Konstantínos Paparrigópoulos (en grec moderne : Κωνσταντίνος Παπαρρηγόπουλος) (Constantinople 1815 - 14 avril 1891) est un historien grec, professeur à l'Université d'Athènes.

## Biographie
Son père, originaire de Vytína (Gortynie) en Arcadie, dans le Péloponnèse, fut tué sous les yeux du jeune Constantin par des émeutiers à Constantinople, lors du déclenchement de la guerre d'indépendance grecque. L'enfant assista ensuite à l'exécution de son frère Michaíl et de ses deux oncles. Il fuit alors avec sa mère vers Odessa où il commença ses études grâce à une bourse du Tsar Alexandre Ier.
Il revint en Grèce en 1830 et poursuivit sa scolarité dans l'école nouvellement fondée à Égine par Ioánnis Kapodístrias. Il partit ensuite faire ses études dans des universités françaises et allemandes.
De retour en Grèce, il obtint un poste au Ministère de la Justice. Il dut quitter ce poste en 1845, car, né à Constantinople, il était alors un « hétérochtone », un Grec né hors des frontières du Royaume et n'avait pas, selon la nouvelle constitution, les mêmes droits que les « autochtones ». Il fut ensuite « naturalisé » Grec et devint en 1851 professeur d'histoire à l'Université nationale et capodistrienne d’Athènes.
Il est l'auteur d'une Histoire de la Nation hellène des temps les plus anciens jusqu'à nos jours (Ιστορία του Ελληνικού Έθνους) publiée en 5 tomes entre 1860 et 1874. Son Manuel d'histoire générale, était fondé sur les Nouveaux éléments d'histoire générale de David Lévi Alvarès.
Il est le premier à considérer que l'Empire byzantin fait le lien entre la Grèce antique et la Grèce contemporaine. Cette continuité, qui n'allait pas alors de soi, fut un des piliers de la Grande Idée.
Il avait fondé avec Nikólaos Dragoúmis le magazine Pandóra (el).